# Lebetus
Lebetus es un género de peces de la familia Gobiidae, del orden Perciformes. Este género marino fue descrito por primera vez en 1877 por Georg Peter Winther.

## Especies
Especies reconocidas del género:
- Lebetus guilleti (É. Le Danois, 1913)
- Lebetus scorpioides (Collett, 1874)